# 글리제 367
글리제 367은 돛자리에 위치한 항성이다. 2021년에 발견된 천체이다.

## 설명
글리제 367은 지구에서 31광년 떨어진 곳에 위치하고 있으며 M형 주계열성에 속하는 항성이다. 항성의 온도는 3320°로 이는 G형 주계열성에 속하는 태양보다 낮은 온도를 가진 항성이 된다. 글리제 367에서 발견된 외계 행성은 현재까진 슈퍼수성이자 뜨거운 지구에 속하는 행성인 글리제 367 b만 발견되었지만 이항성에 형성된 행성계를 더 조사하면 이외에 지구와 유사한 환경을 가진 지구형 행성도 발견할 수 있을 것으로 보인다.

## 같이 보기
- 항성
- 돛자리
- M형 주계열성